# Nematus papillosus
Nematus papillosus är en stekelart som först beskrevs av Anders Jahan Retzius 1783.  Nematus papillosus ingår i släktet Nematus, och familjen bladsteklar. Arten är reproducerande i Sverige.